# Лубово (Великопольське воєводство)
Лубово (пол. Łubowo, нім. Libau) — село в Польщі, у гміні Лубово Гнезненського повіту Великопольського воєводства.
Населення — 1013 осіб (2011).
У 1975-1998 роках село належало до Познанського воєводства.

## Демографія
Демографічна структура станом на 31 березня 2011 року:
|          | Загалом | Допрацездатний вік | Працездатний вік | Постпрацездатний вік |
| -------- | ------- | ------------------ | ---------------- | -------------------- |
| Чоловіки | 505     | 112                | 358              | 35                   |
| Жінки    | 508     | 107                | 319              | 82                   |
| Разом    | 1013    | 219                | 677              | 117                  |